# F1レース (任天堂)
『F1レース』は、1984年11月2日に任天堂から発売された、ファミリーコンピュータ用ゲームソフトである。
1990年11月9日に同名のゲームボーイ用ソフトも発売された（後述）。

## 概要
ファミコン初のカーレースゲーム。フォーミュラカーを操作して敵車を避けながら、制限時間内に規定回周走るという内容である。コースは難易度順に10コース用意されている。
スタート画面で選択した3つの難易度毎に、1コース・3コース・6コースから始まり、そこから順に5コースまで走ることができる。1周すると制限時間が増え、2周するとそのコースはクリアとなる。なお5コース目は制限時間が無くなるまで走る（1コースから始めると5コースまで・3コースから始めると7コースまで・6コースから始めると10コースまでとなる）。
コースアウトすると失速し、敵車や障害物にぶつかると爆発と同時に停止しタイムロスとなる。制限時間が無くなると減速後停止しゲームオーバーとなる。ただしタイムオーバー後にゴールに到達した場合はその限りではない。

## 開発
- 後に任天堂社長となる岩田聡が、ハル研究所在籍時、開発に関わっていた[4]ソフトウェアでもある。
- 下記の様な画面構成、隠しフィーチャー等、ナムコのアーケードゲーム『ポールポジション』（1982年）の影響を強く受けた作品になっている。
- まだ同機でのソフトウェアではラスタ単位での制御が行われることの少なかった時期に0番スプライトによるスキャンライン判定を利用した、ラスタースクロールによってコースのカーブを表現していた。
- 時速416キロに達した場合、ターボチャージ状態となり最高速度が497キロまで上がり、強烈なダウンフォースによりグリップ性能が良くなるという裏技がある。

## スタッフ
- エグゼクティブ・プロデューサー：山内溥
- プロデューサー：上村雅之
- プログラム：副島康成、岩田聡
- ミュージック・コンポーザー：金指英樹
- ミュージック・プログラマー：菅浩秋

## 評価
ゲーム誌『ファミリーコンピュータMagazine』の1991年5月10日号特別付録の「ファミコンロムカセット オールカタログ」では、「スピード感はあるが単調」と紹介されている。

## ゲームボーイ版
1990年11月9日にゲームボーイ用ソフトとして任天堂より発売された。 

### 概要
ゲームボーイ用ソフトとして、初の4人用アダプタ対応ゲームであり、最大4人まで同時にプレイする事ができる。マシンはコーナー重視のタイプAと、最高速重視のタイプBから選択でき、コースは全部で14種類ある。
ゲームモードは「グランプリ」、「タイムアタック」、「マルチゲーム」の3種類から選択できる。 

### CM
『テン・リトル・インディアンズ』の替え歌に載せて、レーサーに扮したクリス松村が登場。レーシングカーの被り物を着けた4人が、同時に最大4人までプレイできるイメージを表現。最後はレースクイーンが登場する。「1人でやるより2人もいいけど」という歌詞がCM内で使われていた。

### スタッフ
- デザイナー：大西直孝
- サウンド：吉冨亮二、戸高一生
- プログラム：今井賢治
- グラフィック・デザイナー：真下雅彦

### 評価
ゲーム誌『ファミコン通信』の「クロスレビュー」では合計24点（満40点）、「ファミリーコンピュータMagazine」の読者投票による「ゲーム通信簿」での評価は以下の通り21.11点（満30点）となっている。
| 項目 | キャラクタ | 音楽 | 操作性 | 熱中度 | お買得度 | オリジナリティ | 総合  |
| 得点 | 3.34       | 3.40 | 3.57   | 3.81   | 3.72     | 3.27           | 21.11 |